# Явь, правь и навь
«Явь, правь и навь» — трёхчастное деление мира в славянском неоязычестве (родноверии). Несмотря на общепризнанность и популярность, триада не имеет единой для всей неоязыческой среды трактовки. В наиболее распространённом понимании — «три стороны бытия» или «три мира славянского мифологического миропонимания». «Правь» — мир светлых богов, божественный закон. «Навь» — обитель тёмных божеств, подземный мир, не только загробный мир, но и альтернативная вселенная, существующая по другим законам. «Явь» — явный, земной мир, мир людей.
Впервые эта триада упоминается в «Велесовой книге» (сочинении, заявленном как текст IX века, но признанным учёными фальсификацией XX века). В русском неоязычестве «Правь» представляет собой мифологическое клише, созданное в поисках «исконной русской веры». Некоторые русские неоязычники утверждают, что они являются «истинно православными», поскольку «славят Правь» — светлый мир языческих богов. В аутентичных источниках эти понятия отсутствуют.

## История понятия
«Велесова книга», Дощечка № 1:

праве бо есь невідомо уложена дажьбом, а по ньяко пря же ся теце яве і та соутворі живо то нашо а токо лі одіде сьмртье есь явь есь текоуща а творено о праві наве нбо есте по тоія до те есте нава а по те есте нава а в праві же есте явъ.
В интерпретации идеолога неоязычества и популяризатора «Велесовой книги» Александра Асова (1992) это означает:

Ибо что положено Даждьбогом в Прави, нам неведомо. А поскольку битва эта протекает в яви, которая творит жизнь нашу, а если мы отойдём — будет смерть. Явь — это текущее, то, что сотворено Правью. Навь же — после неё, и до неё есть Навь. А в Прави есть Явь.
Издатель и вероятный автор-фальсификатор «Велесовой книги» Юрий Миролюбов трактует эти термины так:

Нам удалось только после долгих усилий установить, что «Явь» была реальностью, «Правь» — истина, законы, управляющие реальностью, и наконец, «Навь» была потусторонним миром, где была «Явь», не связанная с «Правью», а потому бестелесная…
Усопшие приходили «из Нави, окуду никто вена не приходит венити». Такое общение с усопшими происходит в Яви через Навь. Рай, или божественное обиталище, где … Предки, Пращуры и Шуры …, общается с Явью через «Навь». Это как бы промежуточная ступень, ибо если мы живем в Яви, если сама Жизнь, истечение Живы сквозь время и пространство может идти лишь благодаря Прави — основе, существующей под ней и установленной богами (ипостасями Сварога), то в будущем человек «вдет внави», то есть в загробное существование. Таким образом, смерти не было, а было лишь созерцание «внави зряти» тех, кто ушёл.

Согласно славянскому неоязычеству, смерти как таковой не существует. Есть состояние посмертия, пребывая в котором, человек не лишается сознания и ждёт своего перевоплощения в Нави — проводятся параллели с античным Аидом. После телесной смерти человек может остаться в Яви как охранитель своего рода — чур или домовой. Он может уйти на Велесовы луга в Нави, ожидая своей участи, либо быть причтённым богам и героям в Ирии (Прави) и творить судьбу других миров. Мир Яви принадлежит людям, и они определяют его судьбу.
У Миролюбова идею «Яви, Прави и Нави» заимствовал один из основателей русского неоязычества Валерий Емельянов. В своей книге «Десионизация» (1979) он писал, что «венеды» составляли «становой хребет» «арийской» общности и были основными хранителями «общеарийской» идеологии. Чистота языка и идеологии, по Емельянову, сохранилась только «на просторах от Новгорода до Чёрного моря», где долго сохранялась идея «триединства трёх триединых троиц»: «Правь-Явь-Навь», «Сварог-Перун-Световид», «Душа-Плоть-Мощь» и царил золотой век.
Неоязыческий писатель Владимир Щербаков считал, что формула «Явь, Навь, Правь», означает триединство мира людей, духов и богов и являлась основой славянской языческой веры, которая была залогом непобедимости древних предков.
Другой близкий к неоязычеству писатель, Юрий Петухов, также писал о заимствованной им из «Велесовой книги» триаде «Правь, Явь, Навь».
«Явь-Правь-Навь» фигурирует в неоязыческой «Концепции общественной безопасности России „Мёртвая вода“» (КОБ) генерал-майора Константина Петрова (волхва Мерагора).
В «Славяно-арийских ведах», священном писании инглиизма, одного из направлений славянского неоязычества, созданного омским эзотериком Александром Хиневичем, к триаде «Явь, Правь, Навь» добавлен четвёртый компонент, «Славь». Подобно Емельянову и Асову, конструируется несколько разных «троиц» («Великие Триглавы Миров»), число которых достигает семи.
Идеолог неоязычества Дмитрий Гаврилов (Иггельд, община «Круг Бера») трактует триаду «Явь, Правь и Навь» без ссылки на первоисточник («Велесову книгу») в рамках философии Гегеля как тезис, синтез и антитезис. Уже после издания «Изведника» Гаврилов признал, что существительное «правь» не встречается в достоверных источниках и является лексическим нововведением, однако высказал уверенность в том, что «третья составляющая триады» была, но называлась как-то иначе.

## «Православное» неоязычество
Некоторые славянские неоязычники именуют себя «православными». Термин «православие» отрывается ими от христианства и трактуется как «Правь славим», где под «Правью», в соответствии с «Велесовой книгой», понимается небесный мир богов.
Деятель неоязычества И. И. Синявин утверждал, что понятие «православие» неправомерно присвоено христианской церковью, поскольку так называлось «коренное национальное мировоззрение» задолго до крещения Руси. Другой деятель, П. В. Тулаев (Буян), писал, что исконно «православие» означало «славить Правь».
Асов считает «русский ведизм» древнейшей религией и отождествляет его с исконным монотеизмом. Вслед за Синявиным, он утверждает, что издревле эта вера наименовалась «православием», поскольку «славяне славили Правь, шли стезёй Прави».
В значении «Правь славим», но с опорой на собственную мистификацию, «Славяно-арийские веды», понятие «православие» используется движением «Древнерусская инглиистическая церковь православных староверов-инглингов» (инглиизм). Молитвы в инглиизме называются «правьславлением».
Бывший комсомольский активист Илья Лазаренко под влиянием идей основателя эзотерического гитлеризма Мигеля Серрано в 1996 году в день рождения Гитлера основал в Москве неоязыческое неонацистское «Общество Нави» («Священную церковь белой расы»). «Общество Нави» основывалось на поклонении двум якобы славянским богам, Яви и Нави. Навь понималась как «изначальный духовный принцип», «идеальный духовный мир». Учение «церкви» являлось соединением идей славянского неоязычества с индоарийскими и зороастрийскими верованиями.
На Украине, в Молдавии и Германии действует украинская родноверческая организация «Родовой огонь родной православной веры».

## Критика
В аутентичных источниках по славянской мифологии и фольклору описываемые в неоязычестве значения этих слов отсутствуют. Слово «навь» означает мертвеца. Слово «явь» используется в русском языке для обозначения действительности как противопоставления сну, мечте или бреду («мечта стала явью»). «Правь» и вовсе не является существительным. В «Старославянском словаре» для слова «явь» приводятся значения «явно, открыто», «ясно, известно», «открывать, выдавать», «наверно, конечно», а для слова «правь» отмечается, что оно встречалось как наречие и как частица, означающая «правильно» как перевод др.-греч. ὀρθῶς или «истинно, воистину» как перевод др.-греч. ἀμήν.
Несмотря на отсутствие существительного «правь» в древних текстах, некоторые родноверы считают, что термин «православие» (от якобы существовавшего выражения «славить Правь») является «дохристианским названием религии славян» — и поэтому называют свою религию «Родная православная вера» или «Славянская православная вера».
Термин «православие» является калькой с греч. ὀρθοδοξία — буквально «правильное суждение», «правильное учение» или «правильное сла́вление».
Религиовед Р. В. Шиженский пишет, что у древних славян имелась развитая мифологическая система со сформированной иерархией божеств, структурированной системой мироздания и др. Однако большая часть славянского языческого наследия была утеряна. В то же время неоязыческая триада не имеет под собой сколько-нибудь значимой историко-культурной основы.

## В художественной литературе
В 1980-е годы понятия проникли в российскую художественную литературу: «Явь» и «Навь» используются в повести А. Сербы «Никакому ворогу» (1982), «Правь» и «Явь» упомянуты в приключенческом романе Ю. В. Сергеева «Становой хребет» (1987), где сведения о язычестве напрямую восходят к «Велесовой книге».
Отдельные неоязыческие мотивы, включая понятия «явь» и «навь», трактуемые как мир живых и мир мёртвых, присутствуют в романе «Pasternak» (2003) российского писателя Михаила Елизарова.